# Cantone di Wittenheim
Il Cantone di Wittenheim è una divisione amministrativa dell'arrondissement di Mulhouse.
A seguito della riforma approvata con decreto del 21 febbraio 2014, che ha avuto attuazione dopo le elezioni dipartimentali del 2015, è passato da 6 a 9 comuni.

## Composizione
I 6 comuni facenti parte prima della riforma del 2014 erano:
- Kingersheim
- Lutterbach
- Pfastatt
- Reiningue
- Richwiller
- Wittenheim

Dal 2015 i comuni appartenenti al cantone sono i seguenti 9:
- Berrwiller
- Bollwiller
- Feldkirch
- Pulversheim
- Ruelisheim
- Staffelfelden
- Ungersheim
- Wittelsheim
- Wittenheim